# IS Возничего
IS Возничего (лат. IS Aurigae) — одиночная переменная звезда в созвездии Возничего на расстоянии (вычисленном из значения параллакса) приблизительно 12780 световых лет (около 3918 парсеков) от Солнца. Видимая звёздная величина звезды — от +15,1m до +12,2m.

## Характеристики
IS Возничего — красная пульсирующая полуправильная переменная звезда (SR) спектрального класса M2. Эффективная температура — около 3866 К.